# Doppio Passo

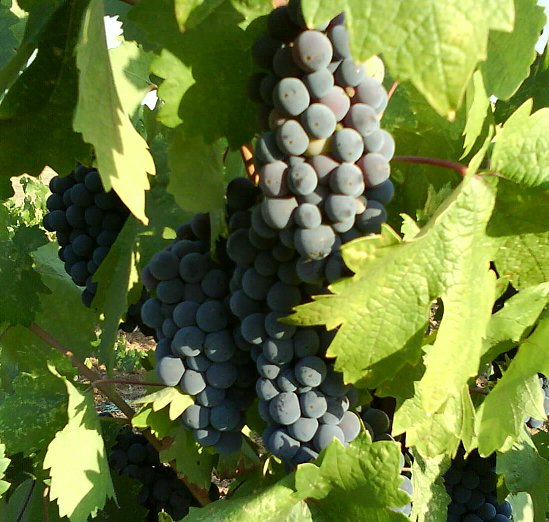
Rebsorte Primitivo

Doppio Passo ist der Name einer Weinmarke, die vom italienischen Hersteller Casa Vinicola Carlo Botter entwickelt wurde. Die Kellerei in Norditalien wurde 1928 gegründet und besitzt im süditalienischen Apulien auch heute noch ein Weingut names Doppio Passo.
Was zunächst mit nur einer Rotweinsorte, einem Primitivo aus dem Süditalienischen Apulien, begann, ist mittlerweile zu einer Wein-Linie geworden, unter der auch Rosé- und Weißweine sowie Prosecco angeboten werden.

## Beschreibung
Der Doppio Passo Primitivo wird in zwei Schritten hergestellt. Anfang September werden die Primitivo-Trauben, kaum dass sie reif sind, geerntet und ganz normal wie ein Rotwein maischevergoren, also ohne Stiele und mit Schalen. Der zweite Teil der Trauben bleibt zunächst hängen und reift weiter. Er wird rund zehn Tage später mit höheren Zuckerwerten geerntet. Das Resultat: eine süße Spätlese, die zusammen mit der ersten Partie verschnitten den Doppio Passo ergibt: einen leicht restsüßen Rotwein mit moderaten 13 Vol.% Alkohol.

## Besonderes
Doppio Passo hat nichts mit Ripasso oder Appassimento zu tun – Herstellungstechniken, bei denen geschrumpelte, eingetrocknete Trauben eine Rolle spielen und die für Rotweine wie den Amarone aus dem Valpolicella angewendet werden. 
Doppio Passo ist ein Begriff, der heute vor allem im Fußball verwendet wird. Er bedeutet „Doppelpass“. Damals hingegen war Doppio Passo eine Metapher für eine besonders gelungene Arbeitskooperation im Sinne von Teamwork, wie sie die Eheleute Carlo und Maria Botter praktizierten, die Besitzer des Weinguts. Auf sie geht der Begriff zurück.